# Quadraceps obliquus
Quadraceps obliquus är en insektsart som först beskrevs av Eric Georg Mjöberg 1910.  Quadraceps obliquus ingår i släktet Quadraceps, och familjen fjäderlöss. Arten är reproducerande i Sverige.